# Mona Simpson (Los Simpson)
Mona Penelope Simpson (de soltera; Olsen, 12 de agosto de 1939 - 11 de mayo de 2008) es un personaje ficticio de la serie de televisión de dibujos animados Los Simpson. Era la madre de Homer y esposa de Abraham, e hizo su debut en televisión el 19 de noviembre de 1995, en el episodio «Mother Simpson». En este, se establece que Homer creía que su madre estaba muerta, porque a mediados de la década de 1960, Mona pasó a la clandestinidad para huir de la justicia al haber paralizado los negocios de Montgomery Burns. Cabe destacar que anteriormente el personaje apareció en un flashback del capítulo «Oh Brother, Where Art Thou?», de la segunda temporada.
Mona apareció nuevamente en los episodios «My Mother the Carjacker» y «Mona Leaves-a», y durante este último murió. No obstante, se la vio en el capítulo «How I Wet Your Mother», en un sueño de Homer. En «Let's Go Fly a Coot» se reveló que Mona y Abraham se conocieron cuando ella trabajaba como camarera en un bar. Su nombre está basado en Mona Simpson, escritora y esposa de uno de los guionistas del programa, Richard Appel.
La voz original del personaje de Mona en su idioma original fue proporcionada por las actrices Maggie Roswell, Glenn Close y Tress MacNeille, esta última solo en un episodio. En Hispanoamérica fue doblada por Dulcina Carballo, Eugenia Avendaño, Marcela Páez, Isabel Romo y Olga Hnidey. En España fue interpretada por Ana María Simón.

## Rol enLos Simpson
Mona fue vista por primera vez en la serie durante un flashback del episodio «Oh Brother, Where Art Thou?» en el que se muestra levemente casándose con el abuelo Simpson y dando a luz a Homer y en otro del capítulo Grampa vs. Sexual Inadequacy pero su rostro no era visible y muestra a Homer de alrededor de unos 8 años hablando con ella (lo cual llegó a convertirse en una escena errónea cuando se revela su verdadera historia). Su primera aparición física es en «Mother Simpson». En este se revela que, a mediados de la década de 1960, era una ama de casa que vivía con su esposo Abraham y su hijo Homer, que en ese entonces era una niño. En el capítulo se muestra su ingreso en el movimiento hippie, luego de ver el cabello de Joe Namath en la Super Bowl III.
Poco después, se convirtió en una activista política y se unió a un grupo de hippies. Con estos, destruyó el laboratorio de bacterias de Montgomery Burns, que iba a ser empleado para una guerra bacteriológica. Enojado por la destrucción de sus «preciosos gérmenes», Burns se las arregló para identificar a Mona, acusándola con la policía y obligándola a vivir prófuga. Luego de esto, Abraham le dijo a Homer que su madre murió un día que él estaba en el cine, con el fin de no decirle que esta era una criminal buscada. Por veintisiete años, Homer pensó que su madre había fallecido, pero ambos se encontraron en «Mother Simpson», cuando él fingió su muerte para no asistir al trabajo y Mona visitó su supuesta tumba. Homer la llevó a su casa para conocer a su familia, y esta se vio obligada a revelar su pasado. Más adelante, ambos fueron a la Oficina de Correos, donde Burns la reconoció y, con ayuda del FBI, la siguió. Homer y Mona lograron escapar de la casa gracias al jefe Wiggum, que los ayudó a huir porque cuando era joven el grupo de hippies le ayudó a curar su asma. No sin antes decirle a su hijo que lo ama, Mona escapó de la ciudad.
En el capítulo «D'oh-in' In the Wind», se mostró que en algún momento tuvo una relación con dos hippies, Seth y Munchie, después de que se hartó de Abraham. Mientras que en «Homer's Paternity Coot», una carta perdida reveló que Mona tuvo un romance con el cazador de tesoros Mason Fairbanks, y Homer creyó erróneamente que este pudo ser su verdadero padre. En «My Mother the Carjacker», le envió mensajes ocultos en artículos de periódicos a Homer y así este logró encontrarse con ella nuevamente, y juntos trataron de recuperar el tiempo perdido. Más tarde, Mona fue absuelta de sus cargos después de que Homer testificara a su favor. Sin embargo, Burns la acusó de haber entrado a un parque nacional bajo una identidad falsa, un delito federal. Mientras la llevaban a la cárcel, Homer intentó liberarla del autobús de la prisión, pero la persecución terminó en la supuesta muerte de Mona luego de que el autobús cayera por un acantilado y explotara. No obstante, al final del episodio se reveló que logró escapar del vehículo y seguía con vida.
Su siguiente aparición tuvo lugar en el capítulo de la decimonovena temporada «Mona Leaves-a». En este, Mona regresó nuevamente y planeó recuperar el tiempo perdido con su hijo. Pero Homer se negó, porque temía que su madre lo abandonara otra vez. Una noche, Homer se sentía culpable por enojarse con su madre y bajó a la sala de su casa, donde se encontraba Mona, solo para encontrarla muerta en el sofá. Ella se había suicidado para que su plan para salvar la Amazonia se llevara a cabo, el plan consistía en que su cadáver fuera cremado y sus cenizas fueran arrojadas en una montaña, donde interrumpieron un sistema de guía de misiles que habría devastado la Amazonia, un plan ideado por Montgomery Burns. Mona regresó brevemente en el episodio «How I Wet Your Mother», donde rescató a la familia en un sueño de Homer, diciendo que ella vive en sus sueños.

## Personaje

### Creación
Mona Simpson es mencionada por primera vez en la serie durante el capítulo de la primera temporada «There's No Disgrace Like Home», donde Homer dice que su madre es «una gran decepción». Posteriormente, apareció en dos flashbacks de los episodios «Oh Brother, Where Art Thou?» y «Grampa vs. Sexual Inadequacy», siendo interpretada por Maggie Roswell en ambas ocasiones. La primera aparición importante del personaje es en el ya nombrado «Mother Simpson». El episodio fue dirigido por Richard Appel, quien necesitaba urgentemente una historia y decidió hacer un guion sobre la madre de Homer. Varios de los guionistas del programa se sorprendieron al saber que un capítulo sobre la madre de Homer no había sido realizado previamente. Los guionistas decidieron usar «Mother Simpson» como una respuesta a varios rompecabezas en la trama de la serie, como por ejemplo la inteligencia de Lisa.
El nombre de Mona está basado en la escritora Mona Simpson, esposa de Richard Appel. El personaje está inspirado en Bernardine Dohrn, líder de la organización Weatherman, aunque los guionistas admitieron que varias personas encajan con la personalidad de Mona. El crimen del personaje fue el menos violento en que los escritores pudieron pensar, ya que no hirió a nadie y fue perseguida solo por ayudar al Sr. Burns, después del ataque de su grupo hippie. El diseño facial de Mona fue ligeramente dibujado en similitud al de Homer, ya que ambos tienen la misma forma en su labio superior y nariz. Hubo varios cambios de diseño en el personaje, porque al principio los directores quería hacerla una mujer más atractiva y joven.

### Voz y doblaje

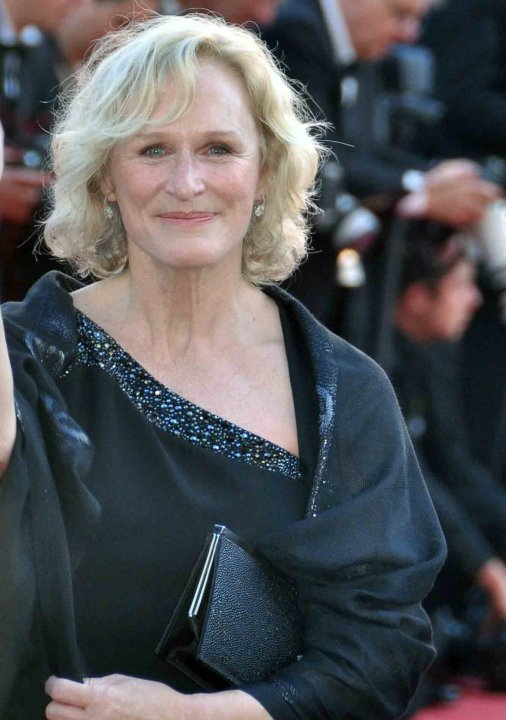
Glenn Close, quien interpreta al personaje desde 1995.

La actriz Glenn Close fue convencida por James L. Brooks para dar voz a Mona en «Mother Simpson». Close fue dirigida en su primera actuación de voz por Josh Weinstein. Cuando Mona entra a la camioneta, su voz es proporcionada por Pamela Hayden, debido a que Close no podía decir «D'oh!» correctamente. Close prestó su voz para otros dos episodios: «My Mother the Carjacker» y «Mona Leaves-a». En el episodio «D'oh-in in the Wind», fue interpretada por Tress MacNeille. En Hispanoamérica fue doblada por Dulcina Carballo —dos episodios—, Eugenia Avendaño, Marcela Páez, Isabel Romo y Olga Hnidey, en un episodio cada una. En España está doblada por Ana María Simón.

## Recepción
La actuación de voz de Glenn Close como Mona Simpson fue bien recibida. El sitio web IGN colocó a la actriz en el puesto 25 en la lista «Las mejores estrella invitadas en la serie», por su trabajo en los dos primeros episodios en los que participó. En 2008 la revista Entertainment Weekly nombró a Close como una de las dieciséis mejores estrellas invitada de Los Simpson. The Phoenix.com posicionó a Close en el segundo lugar en la lista «Las mejores veinte estrellas invitadas en Los Simpson». Star News Online listó a la actriz como una de las cuatrocientas razones para amar la serie. Asimismo, apareció en la lista de «Las mejores veinte estrellas invitadas en Los Simpson» hecha por AOL. Robert Canning, de IGN, escribió que «[Close] nos da una dulce voz como Mona Simpson. Con un ajuste perfecto, es capaz de transmitir un tono maternal y amoroso, mientras convence al espectador de que es una obstinada activista hippie».
«Mother Simpson» es uno de los episodios favoritos Bill Oakley y Josh Weinstein, según ellos porque este posee una historia interesante, emoción y humor, y ambos confesaron que se arrepintieron de no haberlo presentado para el Premio Primetime Emmy en la categoría mejor programa animado. Por su parte, el capítulo «My Mother the Carjacker» recibió una nominación a los Premios WGA de 2004 en la categoría de animación. «Mona Leaves-a» recibió todo tipo de reseñas por la crítica especializada. Robert Canning lo describió como «[un episodio] torpe, forzado y aburrido», aunque aun así le dio un 7/10. El crítico de IGN escribió que fue un episodio «decente», pero le disgustó la breve aparición de Mona.